# Shi ki
Shi ki (屍鬼?, Shi ki, lett. "Il demone cadavere") è un romanzo giapponese scritto da Fuyumi Ono e pubblicato in Giappone nel 1998. Un adattamento manga di Ryu Fujisaki è stato serializzato sulla rivista Jump Square della Shūeisha da dicembre 2007 a giugno 2011. Una serie televisiva anime della Daume, prodotta dalla Aniplex, è stata trasmessa sulla Fuji Television dall'8 luglio al 23 dicembre 2010.

## Trama
La vicenda si svolge nello sperduto villaggio di montagna di Sotoba dove ancora sopravvivono antiche tradizioni, come l'inumazione dei defunti. Al termine di una torrida estate, la famiglia Kirishiki si trasferisce all'improvviso nel castello in stile occidentale che domina il villaggio dall'alto di una collina. Contemporaneamente una serie di morti improvvise comincia a decimare gli abitanti; il primario oltre che proprietario dell'unica clinica, Toshio Ozaki, inizialmente sospetta una misteriosa epidemia ma, con l'aiuto del suo amico d'infanzia, Seishin Muroi, ora bonzo del tempio locale e autore di romanzi di successo, scoprirà invece una orribile verità: i morti tornano in vita come vampiri che per sfamarsi sono costretti a succhiare il sangue ad altre persone, il tutto è partito con l'arrivo della famiglia Kirishiki.
Uno dopo l'altro, gli abitanti inizieranno a morire ed una volta tornati in vita, si abbandoneranno ai loro più bassi istinti di sopravvivenza, oltre che all'eccitazione derivata dall'atto del succhiare sangue al fine di nutrirsi. Tuttavia, una volta portata alla luce la situazione dal dottor Ozaki la vendetta degli abitanti sarà tremenda.

## Personaggi
Natsuno Yūki/Koide (結城/小出 夏野?, Yūki/Koide Natsuno)
Un ragazzo di quindici anni, riservato e scostante, che si è appena trasferito nel villaggio in seguito al desiderio dei genitori di abbandonare il caos cittadino. Detesta il suo nome, perché ha un'assonanza femminile e rifiuta qualunque offerta di amicizia, preferendo chiudersi in se stesso. Si dimostra quindi particolarmente infastidito di fronte alle insistenti richieste di Megumi Shimizu, innamorata di lui. È uno dei protagonisti della serie, dato che si lascia coinvolgere in prima persona nelle indagini. Alla fine della vicenda, tramutatosi in un Jinrou (un ibrido uomo-vampiro) a causa dell'attacco di uno shiki, si fa saltare in aria per uccidere Tatsumi, il Jinrou al servizio di Sunako.
Megumi Shimizu (清水 恵?, Shimizu Megumi)
Estrosa e vivace ragazza di quindici anni, compagna di classe di Natsuno e perdutamente innamorata di lui. Ha un grande desiderio di lasciare il villaggio e una profonda curiosità per tutto quello che viene da fuori: si reca dunque subito a visitare i nuovi proprietari del castello e sparisce misteriosamente. Ritrovata, entrerà in stato catatonico in seguito ad una grave e inspiegabile forma di anemia e diventerà la prima vittima del misterioso male che colpirà il villaggio. Rinata come vampiro, diventerà uno dei flagelli più temuti del villaggio, contro cui sfogherà la sua rabbia repressa per non essere mai riuscita a lasciare Sotoba, oltre a perseguitare continuamente Natsumo nel tentativo di portarlo dalla sua parte. Alla fine, durante la mattanza finale, verrà trucidata dagli abitanti del villaggio, che le passeranno sopra più volte con dei trattori prima di piantarle un paletto nel cuore.
Toshio Ozaki (尾崎 敏夫?, Ozaki Toshio)
Trentadue anni, primario nella clinica di proprietà della sua famiglia, è colui che prende maggiormente a cuore la sorte del villaggio desiderando a tutti i costi di proteggerlo e di risolvere il mistero. Sposato, accanito fumatore, aria perennemente trasandata, in perenne sfida con la madre e la sua famiglia in generale che, in quanto erede, lo ha costretto a rivestire un ruolo per cui non si sentiva portato. Pur di salvare gli umani dagli Shiki, che considera mostri incapaci di qualunque forma di empatia nei confronti dei viventi, è disposto a compiere le azioni più estreme, tra cui usare la propria moglie come cavia per testare le debolezze dei vampiri.
Seishin Muroi (室井 静信?, Muroi Seishin)
Il sacerdote del locale tempio buddhista e contemporaneamente scrittore di romanzi di successo. La sua ultima fatica si intitola appunto "Shiki" e tratta di un ragazzo destinato a maledire tutto ciò che tocca che finirà per uccidere il fratello più fortunato.
Trentadue anni, amico di infanzia di Ozaki, collabora con lui alle indagini sulle morti misteriosi, grazie alla grande sensibilità per il soprannaturale sviluppata nella sua attività di scrittore.
Ha un passato oscuro e tormentato, testimoniato dalla sua aria sempre cupa e malinconica: ai tempi dell'università, infatti, tentò anche il suicidio. Divenuto a sua volta un Jinrou, salverà Sunako dal capovillaggio, lasciando assieme a lei Sotoba in fiamme prima dell'arrivo delle JSDF.
Sunako Kirishiki (桐敷 沙子?, Kirishiki Sunako)
È la figlia tredicenne dei nuovi proprietari del castello in stile occidentale. È affetta da una forma di porfiria, una malattia che non le permette di esporsi ai raggi solari, costringendola dunque ad uscire soltanto di notte. È una grande ammiratrice dei romanzi di Muroi e gli fa spesso visita al tempio. Tiene sempre un atteggiamento molto misterioso e ambiguo, a volte quasi malvagio e dimostra una maturità molto superiore alla sua età. Pur di raggiungere i propri scopi dimostra in più occasioni di essere disposta a qualunque cosa, dimostrando l'assenza della benché minima forma di pietà nei confronti degli umani.

## Contesto

Copertina del primo volume dell'edizione italiana del manga

Il titolo della serie è composto da due kanji: "Shi" (lettura giapponese "shikabane", letteralmente. "cadavere") e "Ki" (lettura giapponese "oni", letteralmente "demone, spirito"). Nell'episodio 11, Muroi spiega però il vero significato del termine: "Shiki" è il nome che lui ha dato ad uno dei protagonisti del suo ultimo racconto, un morto poi tornato in vita che non può essere considerato né un fantasma, perché è resuscitato con il suo corpo, né uno zombie, perché possiede ancora le emozioni, i ricordi e la razionalità, oltre che l'aspetto di quando era in vita.
Ispirato al romanzo di Stephen King Le notti di Salem, Shiki si discosta notevolmente dalla maggior parte degli anime e dei manga dedicati ai vampiri, sia nei contenuti che nella presentazione degli stessi vampiri, che fortemente influenzati sia dalla tradizione slava che dal Dracula di Bram Stoker non appaiono più, come in molti anime, giovani di bell'aspetto e dai modi garbati, ma come esseri oscuri che si cibano, il più delle volte senza alcuna remora, del sangue degli esseri umani, uccidendoli o vampirizzandoli in alcuni casi per il semplice piacere di farlo. Come viene scoperto dal dottor Ozaki durante gli studi condotti sulla sua stessa moglie, gli shiki, così come i vampiri mitologici, sono in pratica uomini morti, privi quindi sia di battito cardiaco che di temperatura corporea, ritornati in vita a seguito del morso di un altro shiki, ancora dotati della propria coscienza ma animati da una fame insaziabile di sangue umano. Apparentemente immortali, ognuno di loro possiede svariati poteri paranormali, tra cui la facoltà di attraversare gli oggetti, volare e distorcere la materia, ogni loro ferita guarisce in modo quasi istantaneo, e mordendo un essere umano senza tuttavia vampirizzarlo sono in grado di controllarlo come proprio succube. I loro unici punti deboli sono la luce del sole, che li fa imputridire a vista d'occhio per poi incenerirli tra atroci sofferenze, e il cuore, che se trafitto provoca la loro morte permanente; inoltre, temono qualunque tipo di immagine o icona sacra (crocifissi, statue del buddha, ecc.) e qualora si vengano a trovare in terra consacrata (cimiteri e templi) i loro poteri scompaiono quasi completamente, rendendoli non molto più forti di un comune essere umano.
Pur presentando i vampiri come esseri il più delle volte sanguinari e malevoli, che non si fanno scrupoli a nutrirsi degli esseri umani o ad usare i loro poteri per vendicarsi di coloro con i quali hanno dei conti in sospeso, l'anime tuttavia non traccia una demarcazione netta tra buoni e cattivi, enfatizzando anzi il concetto secondo cui chiunque, in determinate circostanze, può dare sfogo alla parte più bestiale e spietata della propria natura: infatti, se da una parte alcuni vampiri si rifiutano di fare del male ai propri vecchi amici umani senza motivo, dall'altra gli abitanti di Sotoba, una volta scoperta la verità, in nome dell'istinto di conservazione e mossi dalla sete di vendetta, commetteranno atrocità altrettanto sconvolgenti con la stessa, brutale freddezza.

## Media

### Anime
Un adattamento anime di ventidue episodi, prodotto dalla Aniplex ed animato dallo studio Daume, è andato in onda sulle televisioni giapponesi tra l'8 luglio e il 23 dicembre 2010. Le sigle di apertura e chiusura sono rispettivamente Kuchizuke (くちづけ? lett. "Bacio") dei BUCK-TICK e walk no yakusoku (walkの約束? lett. "Passeggiata promessa") di Nangi, per poi cambiare dall'episodio dodici in Calendula Requiem (カレンデュラ レクイエム? lett. "Requiem per una calendula") dei kanon×kanon e Gekka reijin (月下麗人? lett. "La bella al chiaro di luna") dei BUCK-TICK.

#### Episodi
I kanji che costituiscono il titolo di ogni episodio hanno sempre un doppio significato: possono infatti essere letti sia come numero progressivo dell'episodio all'interno della serie che come titolo specifico dell'episodio stesso, ad esempio "Episodio 1" / "Eredità di sangue" (第遺血話?, Dai ichi wa) o "Episodio 2" / "Corruzione" (第腐堕話?, Dai futa wa).